# Bathyteuthis abyssicola
Bathyteuthis abyssicola är en bläckfiskart som beskrevs av William Evans Hoyle 1885. Bathyteuthis abyssicola ingår i släktet Bathyteuthis och familjen Bathyteuthidae. Inga underarter finns listade i Catalogue of Life.

## Bildgalleri

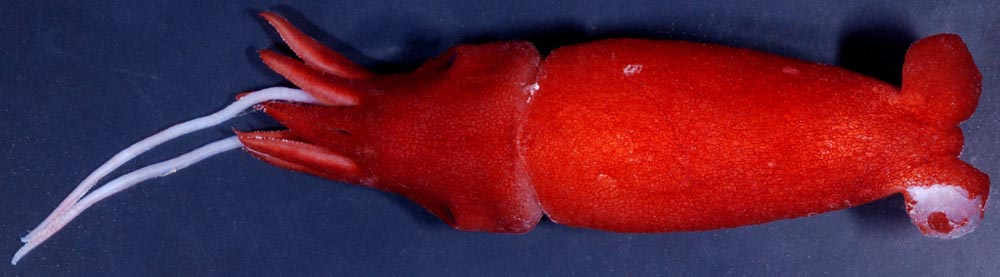